# Diskografie Sabriny Carpenter
Toto je seznam doposud vydané diskografie americké zpěvačky Sabriny Carpenter.

## Alba

### Studiová alba
| Název                                                                                   | Detaily o albu                                         | Umístění v hitparádách | Umístění v hitparádách | Umístění v hitparádách | Umístění v hitparádách | Umístění v hitparádách | Umístění v hitparádách | Umístění v hitparádách | Umístění v hitparádách | Umístění v hitparádách | Umístění v hitparádách | Prodeje       | Certifikace                               |
| Název                                                                                   | Detaily o albu                                         | US                     | AUS                    | BEL (FL)               | CAN                    | IRE                    | NLD                    | NZ                     | SPA                    | SWI                    | UK                     | Prodeje       | Certifikace                               |
| --------------------------------------------------------------------------------------- | ------------------------------------------------------ | ---------------------- | ---------------------- | ---------------------- | ---------------------- | ---------------------- | ---------------------- | ---------------------- | ---------------------- | ---------------------- | ---------------------- | ------------- | ----------------------------------------- |
| Eyes Wide Open                                                                          | - Vydáno: 14. dubna 2015 - Vydavatelství: Hollywood    | 43                     | —                      | —                      | —                      | —                      | —                      | —                      | —                      | —                      | —                      |               |                                           |
| Evolution                                                                               | - Vydáno: 14. října 2016 - Vydavatelství: Hollywood    | 28                     | 44                     | 181                    | 84                     | 98                     | 171                    | —                      | —                      | —                      | —                      |               |                                           |
| Singular: Act I                                                                         | - Vydáno: 9. listopadu 2018 - Vydavatelství: Hollywood | 103                    | —                      | —                      | —                      | —                      | 198                    | —                      | —                      | —                      | —                      |               |                                           |
| Singular: Act II                                                                        | - Vydáno: 19. července 2019 - Vydavatelství: Hollywood | 138                    | —                      | —                      | —                      | —                      | —                      | —                      | —                      | —                      | —                      |               |                                           |
| Emails I Can't Send                                                                     | - Vydáno: 15. července 2022 - Vydavatelství: Island    | 23                     | 27                     | 56                     | 32                     | 24                     | 19                     | 27                     | 83                     | —                      | 41                     |               | - RIAA: Gold - BPI: Gold - RMNZ: Platinum |
| Short n' Sweet                                                                          | - Vydáno: 23. srpna 2024 - Vydavatelství: Island       | 1                      | 1                      | 1                      | 1                      | 1                      | 1                      | 1                      | 1                      | 1                      | 1                      | - US: 216,000 | - BPI: Gold - MC: Platinum - RMNZ: Gold   |
| Man's Best Friend                                                                       | - Plánováno: 29. srpna 2025 - Vydavatelství: Island    | bude vydáno            | bude vydáno            | bude vydáno            | bude vydáno            | bude vydáno            | bude vydáno            | bude vydáno            | bude vydáno            | bude vydáno            | bude vydáno            | bude vydáno   | bude vydáno                               |
| "—" značí, že se nahrávka neumístila v hitparádách nebo v tomto území ani nebyla vydána |                                                        |                        |                        |                        |                        |                        |                        |                        |                        |                        |                        |               |                                           |

## Extended play
| Can't Blame a Girl for Trying                                                           | - Vydáno: 8. dubna 2014 - Vydavatelství: Hollywood   | —   | —  | —  | - US: 17,000 |
| Fruitcake                                                                               | - Vydáno: 17. listopadu 2023 - Vydavatelství: Island | 121 | 19 | 63 |              |
| "—" značí, že se nahrávka neumístila v hitparádách nebo v tomto území ani nebyla vydána |                                                      |     |    |    |              |

## Singly

### Jako hlavní umělkyně
| Název                                                                                   | Rok  | Umístění v hitparádách | Umístění v hitparádách | Umístění v hitparádách | Umístění v hitparádách | Umístění v hitparádách | Umístění v hitparádách | Umístění v hitparádách | Umístění v hitparádách | Umístění v hitparádách | Umístění v hitparádách | Certifikace                                                                                | Album                         |
| Název                                                                                   | Rok  | US                     | US Pop                 | AUS                    | CAN                    | IRE                    | NOR                    | NZ                     | SWE                    | SWI                    | UK                     | Certifikace                                                                                | Album                         |
| --------------------------------------------------------------------------------------- | ---- | ---------------------- | ---------------------- | ---------------------- | ---------------------- | ---------------------- | ---------------------- | ---------------------- | ---------------------- | ---------------------- | ---------------------- | ------------------------------------------------------------------------------------------ | ----------------------------- |
| "Can't Blame a Girl for Trying"                                                         | 2014 | —                      | —                      | —                      | —                      | —                      | —                      | —                      | —                      | —                      | —                      |                                                                                            | Can't Blame a Girl for Trying |
| "The Middle of Starting Over"                                                           | 2014 | —                      | —                      | —                      | —                      | —                      | —                      | —                      | —                      | —                      | —                      |                                                                                            | Can't Blame a Girl for Trying |
| "We'll Be the Stars"                                                                    | 2015 | —                      | —                      | —                      | —                      | —                      | —                      | —                      | —                      | —                      | —                      |                                                                                            | Eyes Wide Open                |
| "Eyes Wide Open"                                                                        | 2015 | —                      | —                      | —                      | —                      | —                      | —                      | —                      | —                      | —                      | —                      |                                                                                            | Eyes Wide Open                |
| "Smoke and Fire"                                                                        | 2016 | —                      | —                      | —                      | —                      | —                      | —                      | —                      | —                      | —                      | —                      |                                                                                            | Singl bez alb                 |
| "On Purpose"                                                                            | 2016 | —                      | —                      | —                      | —                      | —                      | —                      | —                      | —                      | —                      | —                      |                                                                                            | Evolution                     |
| "Thumbs"                                                                                | 2017 | —                      | 28                     | 173                    | —                      | —                      | 19                     | —                      | 88                     | —                      | —                      | - RIAA: Platinum - ARIA: Platinum - BPI: Silver - IFPI NOR: Platinum                       | Evolution                     |
| "Hands" (s Mike Perry a The Vamps)                                                      | 2017 | —                      | —                      | —                      | —                      | —                      | —                      | —                      | 70                     | —                      | —                      | - GLF: Gold                                                                                | Night & Day (Night Edition)   |
| "Why"                                                                                   | 2017 | —                      | 27                     | —                      | —                      | —                      | —                      | —                      | —                      | —                      | —                      | - RIAA: Gold - ARIA: Platinum                                                              | Singular: Act I               |
| "Alien" (s Jonas Blue)                                                                  | 2018 | —                      | —                      | —                      | —                      | —                      | —                      | —                      | —                      | —                      | —                      |                                                                                            | Singular: Act I               |
| "Almost Love"                                                                           | 2018 | —                      | 21                     | —                      | —                      | —                      | —                      | —                      | —                      | —                      | —                      |                                                                                            | Singular: Act I               |
| "Sue Me"                                                                                | 2018 | —                      | 31                     | —                      | —                      | —                      | —                      | —                      | —                      | —                      | —                      | - RIAA: Gold - ARIA: Gold                                                                  | Singular: Act I               |
| "Pushing 20"                                                                            | 2019 | —                      | —                      | —                      | —                      | —                      | —                      | —                      | —                      | —                      | —                      |                                                                                            | Singular: Act II              |
| "On My Way" (s Alan Walker a Farruko)                                                   | 2019 | —                      | —                      | —                      | —                      | 69                     | 3                      | —                      | 30                     | 34                     | —                      | - GLF: Platinum - MC: Gold                                                                 | World of Walker               |
| "Exhale"                                                                                | 2019 | —                      | —                      | —                      | —                      | —                      | —                      | —                      | —                      | —                      | —                      |                                                                                            | Singular: Act II              |
| "In My Bed"                                                                             | 2019 | —                      | —                      | —                      | —                      | —                      | —                      | —                      | —                      | —                      | —                      |                                                                                            | Singular: Act II              |
| "Honeymoon Fades"                                                                       | 2020 | —                      | —                      | —                      | —                      | —                      | —                      | —                      | —                      | —                      | —                      |                                                                                            | Singly bez alb                |
| "Skin"                                                                                  | 2021 | 48                     | 30                     | 61                     | 36                     | 12                     | —                      | —                      | —                      | 99                     | 28                     | - RIAA: Gold - ARIA: Gold                                                                  | Singly bez alb                |
| "Skinny Dipping"                                                                        | 2021 | —                      | —                      | —                      | —                      | —                      | —                      | —                      | —                      | —                      | —                      |                                                                                            | Emails I Can't Send           |
| "Fast Times"                                                                            | 2022 | —                      | —                      | —                      | —                      | —                      | —                      | —                      | —                      | —                      | —                      |                                                                                            | Emails I Can't Send           |
| "Vicious"                                                                               | 2022 | —                      | —                      | —                      | —                      | —                      | —                      | —                      | —                      | —                      | —                      |                                                                                            | Emails I Can't Send           |
| "Because I Liked a Boy"                                                                 | 2022 | —                      | —                      | —                      | —                      | 86                     | —                      | —                      | —                      | —                      | —                      | - RIAA: Gold - ARIA: Gold - BPI: Silver - MC: Gold                                         | Emails I Can't Send           |
| "Nonsense"                                                                              | 2022 | 56                     | 10                     | 23                     | 37                     | 20                     | —                      | 31                     | —                      | —                      | 32                     | - RIAA: Platinum - ARIA: 2× Platinum - BPI: Gold - MC: 3× Platinum - RMNZ: Platinum        | Emails I Can't Send           |
| "Feather"                                                                               | 2023 | 21                     | 1                      | 22                     | 25                     | 25                     | —                      | 40                     | —                      | —                      | 19                     | - RIAA: Platinum - ARIA: 2× Platinum - BPI: Gold - MC: Platinum                            | Emails I Can't Send Fwd:      |
| "Espresso"                                                                              | 2024 | 3                      | 1                      | 1                      | 3                      | 1                      | 2                      | 2                      | 4                      | 2                      | 1                      | - RIAA: 3× Platinum - ARIA: Platinum - BPI: 2× Platinum - MC: 5× Platinum - RMNZ: Platinum | Short n' Sweet                |
| "Please Please Please"                                                                  | 2024 | 1                      | 1                      | 1                      | 3                      | 1                      | 1                      | 1                      | 6                      | 12                     | 1                      | - RIAA: 2× Platinum - BPI: Platinum - MC: 3× Platinum - RMNZ: Gold                         | Short n' Sweet                |
| "Taste"                                                                                 | 2024 | 2                      | 23                     | 1                      | 4                      | 1                      | 2                      | 2                      | 9                      | 22                     | 1                      | - MC: Gold                                                                                 | Short n' Sweet                |
| "Bed Chem"                                                                              | 2024 | 14                     | 14                     | 10                     | 17                     | 5                      | —                      | 9                      | 65                     | —                      | 6                      | - RIAA: Platinum - BPI: Silver - MC: Platinum - RMNZ: Gold                                 | Short n' Sweet                |
| "A Nonsense Christmas"                                                                  | 2024 | —                      | —                      | 23                     | —                      | 9                      | —                      | —                      | —                      | —                      | 16                     |                                                                                            | Fruitcake                     |
| "Juno"                                                                                  | 2024 | 22                     | —                      | 19                     | 25                     | 14                     | 42                     | 19                     | 94                     | —                      | 24                     | - RIAA: Gold - ARIA: Platinum - BPI: Silver - MC: Platinum - RMNZ: Gold                    | Short n' Sweet                |
| "Busy Woman"                                                                            | 2025 | 27                     | 20                     | 22                     | 38                     | 5                      | 16                     | 20                     | 49                     | —                      | 6                      | - BPI: Silver                                                                              | Short n' Sweet (Deluxe)       |
| "Manchild"                                                                              | 2025 | 1                      | 22                     | 2                      | 2                      | 1                      | 13                     | 2                      | 13                     | 25                     | 1                      |                                                                                            | Man's Best Friend             |
| "—" značí, že se nahrávka neumístila v hitparádách nebo v tomto území ani nebyla vydána |      |                        |                        |                        |                        |                        |                        |                        |                        |                        |                        |                                                                                            |                               |

### Jako vedlejší umělkyně
| Název                                                                                               | Rok  | Umístění v hitparádě | Certifikace         | Album                        |
| Název                                                                                               | Rok  | US Dance             | Certifikace         | Album                        |
| --------------------------------------------------------------------------------------------------- | ---- | -------------------- | ------------------- | ---------------------------- |
| "First Love" (Lost Kings feat. Sabrina Carpenter)                                                   | 2017 | 26                   |                     | We Are Lost Kings (Japan EP) |
| "Tricky" (Shoffy feat. Sabrina Carpenter)                                                           | 2020 | —                    |                     | Flash                        |
| "Wow" (Remix) (Zara Larsson feat. Sabrina Carpenter)                                                | 2020 | —                    |                     | Singly bez alb               |
| "That's Not How This Works" (Sabrina's version) (Charlie Puth feat. Dan + Shay a Sabrina Carpenter) | 2023 | —                    |                     | Singly bez alb               |
| "Cupid" (Twin version) (Fifty Fifty feat. Sabrina Carpenter)                                        | 2023 | —                    | - ARIA: 2× Platinum | The Beginning                |
| "You Need Me Now?" (Girl in Red feat. Sabrina Carpenter)                                            | 2024 | —                    |                     | I'm Doing It Again Baby!     |
| "—" značí, že se nahrávka neumístila v hitparádách nebo v tomto území ani nebyla vydána             |      |                      |                     |                              |

### Promo singly
| Název | Rok  | Umístění v hitparádách | Umístění v hitparádách | Umístění v hitparádách | Umístění v hitparádách | Album                     |
| Název | Rok  | US KDS                 | Hol. Digital           | IRE                    | UK                     | Album                     |
| --- | ---- | ---------------------- | ---------------------- | ---------------------- | ---------------------- | ------------------------- |
| "Fall Apart" | 2011 | —                      | —                      | —                      | —                      | Promo singly bez alb      |
| "Make You Feel My Love" (se Sarah Carpenter feat. Nathaniel Hawk a Cameron Hawk)                                                                     | 2011 | —                      | —                      | —                      | —                      | Promo singly bez alb      |
| "Safe and Sound" | 2012 | —                      | —                      | —                      | —                      | Promo singly bez alb      |
| "I'll Be Home for Christmas" (s Ali Brustofski a Danielle Lowe)                                                                                      | 2012 | —                      | —                      | —                      | —                      | Christmas Past & Presents |
| "Take On the World" (s Rowan Blanchard) | 2014 | 1                      | —                      | —                      | —                      | Promo singly bez alb      |
| "Silver Nights" | 2014 | —                      | 23                     | —                      | —                      | Promo singly bez alb      |
| "Stand Out" | 2014 | 6                      | —                      | —                      | —                      | Promo singly bez alb      |
| "Christmas the Whole Year Round" | 2015 | —                      | 17                     | —                      | —                      | A Hollywood Christmas     |
| "A Dream Is a Wish Your Heart Makes / So This Is Love"                                                                                               | 2016 | —                      | —                      | —                      | —                      | Promo singl bez alb       |
| "All We Have Is Love" | 2016 | —                      | —                      | —                      | —                      | Evolution                 |
| "Run and Hide" | 2016 | —                      | —                      | —                      | —                      | Evolution                 |
| "Santa Claus Is Coming to Town" (DNCE feat. Charlie Puth, Hailee Steinfeld, Daya, Fifth Harmony, Rita Ora, Tinashe, Sabrina Carpenter a Jake Miller) | 2016 | —                      | —                      | —                      | —                      | Promo singly bez alb      |
| "Sign of the Times" (s Jasmine Thompson) | 2017 | —                      | —                      | —                      | —                      | Promo singly bez alb      |
| "Tomorrow Starts Today" | 2017 | —                      | —                      | —                      | —                      | Promo singly bez alb      |
| "Have Yourself a Merry Little Christmas" | 2017 | —                      | 14                     | —                      | —                      | A Hollywood Christmas     |
| "Paris" | 2018 | —                      | —                      | —                      | —                      | Singular: Act I           |
| "Bad Time" | 2018 | —                      | —                      | —                      | —                      | Singular: Act I           |
| "I'm Fakin" | 2019 | —                      | —                      | —                      | —                      | Singular: Act II          |
| "Perfect Song" (Royalties Cast feat. Sabrina Carpenter)                                                                                              | 2020 | —                      | —                      | —                      | —                      | Royalties                 |
| "Let Me Move You" | 2020 | —                      | —                      | —                      | —                      | Promo singl bez alb       |
| "Clouds" (s Fin Argus) | 2020 | —                      | —                      | —                      | —                      | Clouds                    |
| "Colorful" (jako Colorful) | 2021 | *                      | —                      | —                      | —                      | Promo singl bez alb       |
| "—" značí, že se nahrávka neumístila v hitparádách nebo v tomto území ani nebyla vydána "*" značí, že nahrávka neexistovala                          |      |                        |                        |                        |                        |                           |

## Další umístěné a certifikované písně
| Název                                                                                   | Rok  | Umístění v hitparádách | Umístění v hitparádách | Umístění v hitparádách | Umístění v hitparádách | Umístění v hitparádách | Umístění v hitparádách | Umístění v hitparádách | Umístění v hitparádách | Umístění v hitparádách | Umístění v hitparádách | Certifikace                         | Album                                                       |
| Název                                                                                   | Rok  | US                     | AUS                    | CAN                    | IRE                    | NZ                     | PHI                    | POR                    | SWE                    | UK                     | WW                     | Certifikace                         | Album                                                       |
| --------------------------------------------------------------------------------------- | ---- | ---------------------- | ---------------------- | ---------------------- | ---------------------- | ---------------------- | ---------------------- | ---------------------- | ---------------------- | ---------------------- | ---------------------- | ----------------------------------- | ----------------------------------------------------------- |
| "Rescue Me"                                                                             | 2015 | —                      | —                      | —                      | —                      | —                      | —                      | —                      | —                      | —                      | —                      |                                     | Film mých snů 2                                             |
| "Wildside" (z Noční dobrodružství: Chůvy v akci) (se Sofia Carson)                      | 2016 | —                      | —                      | —                      | —                      | —                      | —                      | —                      | —                      | —                      | —                      |                                     | Your Favorite Songs from 100 Disney Channel Original Movies |
| "I Can't Stop Me" (feat. Saweetie)                                                      | 2019 | —                      | —                      | —                      | —                      | —                      | —                      | —                      | —                      | —                      | —                      |                                     | Singular: Act II                                            |
| "Looking at Me"                                                                         | 2019 | —                      | —                      | —                      | —                      | —                      | —                      | —                      | —                      | —                      | —                      | - ARIA: Gold - MC: Gold - PMB: Gold | Singular: Act II                                            |
| "Emails I Can't Send"                                                                   | 2022 | —                      | —                      | —                      | —                      | —                      | —                      | —                      | —                      | —                      | —                      |                                     | Emails I Can't Send                                         |
| "Read Your Mind"                                                                        | 2022 | —                      | —                      | —                      | —                      | —                      | —                      | —                      | —                      | —                      | —                      |                                     | Emails I Can't Send                                         |
| "Already Over"                                                                          | 2022 | —                      | —                      | —                      | —                      | —                      | —                      | —                      | —                      | —                      | —                      |                                     | Emails I Can't Send                                         |
| "Buy Me Presents"                                                                       | 2023 | —                      | —                      | —                      | —                      | —                      | —                      | —                      | —                      | 83                     | —                      |                                     | Fruitcake                                                   |
| "Santa Doesn't Know You Like I Do"                                                      | 2023 | —                      | —                      | —                      | —                      | —                      | —                      | —                      | —                      | —                      | —                      |                                     | Fruitcake                                                   |
| "Cindy Lou Who"                                                                         | 2023 | —                      | —                      | —                      | —                      | —                      | —                      | —                      | —                      | —                      | —                      |                                     | Fruitcake                                                   |
| "Is It New Years Yet?"                                                                  | 2023 | —                      | —                      | —                      | —                      | —                      | —                      | —                      | —                      | —                      | —                      |                                     | Fruitcake                                                   |
| "Good Graces"                                                                           | 2024 | 15                     | 12                     | 16                     | —                      | 17                     | 44                     | 28                     | —                      | —                      | 15                     |                                     | Short n' Sweet                                              |
| "Sharpest Tool"                                                                         | 2024 | 21                     | 20                     | 27                     | —                      | 20                     | 92                     | 42                     | —                      | —                      | 23                     |                                     | Short n' Sweet                                              |
| "Coincidence"                                                                           | 2024 | 26                     | —                      | 31                     | —                      | 23                     | —                      | 48                     | —                      | —                      | 25                     |                                     | Short n' Sweet                                              |
| "Dumb & Poetic"                                                                         | 2024 | 32                     | 33                     | 40                     | —                      | 33                     | —                      | 81                     | —                      | —                      | 35                     |                                     | Short n' Sweet                                              |
| "Slim Pickins"                                                                          | 2024 | 27                     | 24                     | 33                     | —                      | 28                     | —                      | 72                     | —                      | —                      | 30                     |                                     | Short n' Sweet                                              |
| "Lie to Girls"                                                                          | 2024 | 41                     | 38                     | 46                     | —                      | —                      | —                      | 115                    | —                      | —                      | 45                     |                                     | Short n' Sweet                                              |
| "Don't Smile"                                                                           | 2024 | 35                     | —                      | 45                     | —                      | 36                     | —                      | 119                    | —                      | —                      | 39                     |                                     | Short n' Sweet                                              |
| "15 Minutes"                                                                            | 2025 | 67                     | 59                     | 64                     | —                      | —                      | —                      | —                      | —                      | —                      | 72                     |                                     | Short n' Sweet (Deluxe)                                     |
| "Couldn't Make It Any Harder"                                                           | 2025 | 84                     | —                      | 76                     | —                      | —                      | —                      | —                      | —                      | —                      | 126                    |                                     | Short n' Sweet (Deluxe)                                     |
| "Bad Reviews"                                                                           | 2025 | 87                     | —                      | 79                     | —                      | —                      | —                      | —                      | —                      | —                      | 144                    |                                     | Short n' Sweet (Deluxe)                                     |
| "—" značí, že se nahrávka neumístila v hitparádách nebo v tomto území ani nebyla vydána |      |                        |                        |                        |                        |                        |                        |                        |                        |                        |                        |                                     |                                                             |

## Spoluumělkyně
| Název                                        | Rok  | Další umělec       | Album                                                                   |
| -------------------------------------------- | ---- | ------------------ | ----------------------------------------------------------------------- |
| "Smile"                                      | 2012 | —                  | Disney Fairies: Faith, Trust, and Pixie Dust                            |
| "All You Need"                               | 2013 | Ariel Winter       | Sofie První                                                             |
| "It’s Finally Christmas"                     | 2013 | —                  | Holidays Unwrapped                                                      |
| "I Still Haven't Found What I'm Looking For" | 2014 | Peter Hollens      | Peter Hollens                                                           |
| "Lie for Love"                               | 2018 | —                  | Sierra Burgess je marná                                                 |
| "Your Name"                                  | 2020 | Morgan Kibby       | The Short History of the Long Roa                                       |
| "Blueberries"                                | 2020 | —                  | Clouds                                                                  |
| "Fix Me Up"                                  | 2020 | Fin Argus          | Clouds                                                                  |
| "How To Go To Confession"                    | 2020 | —                  | Clouds                                                                  |
| "What a Girl Wants"                          | 2024 | Christina Aguilera | The 25th Anniversary of Christina Aguilera (Spotify Anniversaries Live) |

## Videoklipy
| Název                                                             | Rok                  | Další umělec                            | Režisér                                  |
| Jako hlavní umělkyně                                              | Jako hlavní umělkyně | Jako hlavní umělkyně                    | Jako hlavní umělkyně                     |
| ----------------------------------------------------------------- | -------------------- | --------------------------------------- | ---------------------------------------- |
| "Fall Apart"                                                      | 2011                 | žadné                                   | Hank Devos                               |
| "Can't Blame a Girl for Trying"                                   | 2014                 | žadné                                   | Kinga Burza                              |
| "The Middle of Starting Over"                                     | 2014                 | žadné                                   | The Young Astronauts                     |
| "We'll Be the Stars"                                              | 2015                 | žadné                                   | Sarah McClung                            |
| "Eyes Wide Open"                                                  | 2015                 | žadné                                   | Sarah McClung                            |
| "Smoke and Fire"                                                  | 2016                 | žadné                                   | Jessie Hill                              |
| "Wildside" (Lyric video)                                          | 2016                 | Sofia Carson                            | Chase Langley                            |
| "On Purpose"                                                      | 2016                 | žádné                                   | James Miller                             |
| "Thumbs"                                                          | 2017                 | žádné                                   | Hayley Young                             |
| "Why"                                                             | 2017                 | žádné                                   | Jay Martin                               |
| "Alien" (Vertical video)                                          | 2018                 | Jonas Blue                              | Alexandra Gavillet                       |
| "Alien"                                                           | 2018                 | Jonas Blue                              | Carly Cussen                             |
| "Almost Love" (Lyric video)                                       | 2018                 | žádné                                   | Elias Tahan                              |
| "Almost Love"                                                     | 2018                 | žádné                                   | Hannah Lux Davis                         |
| "Sue Me" (Vertical video)                                         | 2018                 | žádné                                   | Carlos Baez                              |
| "Sue Me"                                                          | 2018                 | žádné                                   | Lauren Dunn                              |
| "Paris"                                                           | 2018                 | žádné                                   | Jasper Cable-Alexander                   |
| "Pushing 20" (Lyric video)                                        | 2019                 | žádné                                   | Amber Park                               |
| "On My Way"                                                       | 2019                 | Alan Walker a Farruko                   | Kristian Berg                            |
| "On My Way" (Alternate video)                                     | 2019                 | Alan Walker a Farruko                   | Alexander Zarate Frez a Frederic Esnault |
| "Exhale"                                                          | 2019                 | žádné                                   | Mowgly Lee                               |
| "In My Bed"                                                       | 2019                 | žádné                                   | Phillip R. Lopez                         |
| "Skin"                                                            | 2021                 | žádné                                   | Jason Lester                             |
| "Skinny Dipping"                                                  | 2021                 | žádné                                   | Amber Park                               |
| "Fast Times"                                                      | 2022                 | žádné                                   | Amber Park                               |
| "Because I Liked a Boy"                                           | 2022                 | žádné                                   | Amber Park                               |
| "Nonsense"                                                        | 2022                 | žádné                                   | Danica Kleinknecht                       |
| "Feather"                                                         | 2023                 | žádné                                   | Mia Barnes                               |
| "Santa Doesn't Know You Like I Do"                                | 2023                 | žádné                                   | Rebekah Campbell                         |
| "Espresso"                                                        | 2024                 | žádné                                   | Dave Meyers                              |
| "Please Please Please"                                            | 2024                 | žádné                                   | Bardia Zeinali                           |
| "Taste"                                                           | 2024                 | žádné                                   | Dave Meyers                              |
| "Please Please Please"(s Dolly Parton)                            | 2025                 | Sabrina Carpenter a Sean Price Williams |                                          |
| "Manchild"                                                        | 2025                 | žádné                                   | Vania Heymann a Gal Muggia               |
| Jako vedlejší umělkyně                                            |                      |                                         |                                          |
| "First Love"                                                      | 2017                 | Lost Kings                              | Tyler Bailey                             |
| "You're a Mean One, Mr. Grinch"                                   | 2018                 | Lindsey Stirling                        | Joshua Shultz a Lindsey Stirling         |
| "Wow (Remix)"                                                     | 2020                 | Zara Larsson                            | žádné                                    |
| Spolu umělkyně                                                    |                      |                                         |                                          |
| "Do You Want to Build a Snowman?"                                 | 2014                 | Disney Channel Circle of Stars          | Harry Perry III                          |
| "If the World Was Ending" (In Support of Doctors Without Borders) | 2020                 | JP Saxe, Julia Michaels & Friends       | žádné                                    |
| "That's Not How This Works"                                       | 2023                 | Charlie Puth a Dan + Shay               | Phillip R. Lopez                         |